# Миртил
Миртил (грч. Μυρτίλος) је у грчкој митологији био син бога Хермеса, а кочијаш краља Еномаја. Као његове мајке помињу се Теобула, Клеобула и данаида Фаетуса. Такође се помињу и Клитија и Мирто. Према неким изворима, био је син Зевса и Климене.

## Митологија
Краљ Еномај је имао прелепу кћер Хиподамију, али није желео да се она уда, или зато што се плашио будућег зета или зато што је и сам гајио грешну љубав према њој. Зато је захтевао да се просиоци тркају са њим на кочијама, а губитнике је кажњавао смрћу и њиховим главама је „китио“ зидине свог дворца. То није омело Пелопа да запроси лепу Хиподамију, али је пре трке лукаво тражио од Миртила да изда свог господара или тако што му је обећао половину краљевства или једну ноћ са својом будућом супругом у коју је Миртил такође био заљубљен. Зато је Миртил заменио гвоздене чивије воштаним на кочијама свог краља и оне су се у току трке распале. Краљ Еномај се том приликом смртно повредио, али је стигао да прокуне свог кочијаша да ће умрети управо од Пелопове руке. Када је Миртил затражио своју награду или по другим причама, пробао да силује Хиподамију, Пелоп га је бацио у море. Миртил је проклео Пелопа и све његово потомство, а Хермес, његов отац, пренео га је међу звезде у сазвежђе кочијаша (Auriga).

## Гроб
Миртилов гроб је приказиван у Аркадији у Фенеју иза Хермесовог храма. Такође, прича се да се море око јужног рта Еубеје назива Миртојским морем, јер се ту Миртил удавио када га је Пелоп бацио у воду.